# 현도 (연호)
현도(顯道, 1032년 11월 ~ 1034년 )는 하국왕(夏國王) 이원호(李元昊)의 첫번째 연호이다.

## 개원
- 북송(北宋) 명도(明道) 원년 11월 25일[1](1032년 12월 30일)에 하국왕 즉위 후, 연호를 현도(顯道)로 건원함.[2][3][4]

## 연대 대조표
| 현도        | 원년            | 2년            | 3년             |
| ----------- | --------------- | -------------- | --------------- |
| 서기 (西紀) | 1032년          | 1033년         | 1034년          |
| 간지 (干支) | 임신(壬申)      | 계유(癸酉)     | 갑술(甲戌)      |
| 북송 (北宋) | 명도(明道) 원년 | 명도(明道) 2년 | 경우(景祐) 원년 |